# Dasyscyphus abscondita
Dasyscyphus abscondita är en svampart som beskrevs av Massee 1906. Dasyscyphus abscondita ingår i släktet Dasyscyphus och familjen Hyaloscyphaceae.   Inga underarter finns listade i Catalogue of Life.